# Krasnogvardiske (Crimea)
|  | Per a altres significats, vegeu «Krasnogvardéiskoie». |

Krasnogvardiske (en ucraïnès: Красногвардійське, en rus: Красногвардейское, Krasnogvardéiskoie) és un assentament de tipus urbà (un possiólok) de la República Autònoma de Crimea a Ucraïna, que el 2021 tenia 11.073 habitants. És la seu administrativa del districte homònim.